# Entheogenic Frequencies
Entheogenic Frequencies è il terzo album in studio del gruppo musicale Aghora, pubblicato nel 2019. Il disco è interamente strumentale.

## Tracce
1. Path – 6:34
2. Arrival – 10:09
3. Kingdom of Ea – 6:16
4. Cave – 6:38
5. Portal – 6:36
6. Tree of Answers – 8:32
7. The Marduk Prophecy – 8:58
8. Truth Is Alien – 10:09

## Formazione
- Alan Goldstein - basso
- Santiago Dobles - chitarra, banjo, tastiera
- Matt Thompson - batteria